# 10 000 meter för herrar i friidrott vid olympiska sommarspelen 1976
10 000 meter herrar vid olympiska sommarspelen 1976 i Montréal avgjordes 23-26 juli. 

## Medaljörer
| Gren         | Guld                  | Guld     | Silver                  | Silver   | Brons                           | Brons    |
| 10 000 meter | Lasse Virén · Finland | 27.40,38 | Carlos Lopes · Portugal | 27.45,17 | Brendan Foster · Storbritannien | 27.54,92 |

## Resultat
- Q innebär avancemang utifrån placering i heatet.
- q innebär avancemang utifrån total placering.
- DNS innebär att personen inte startade.
- DNF innebär att personen inte fullföljde.
- DQ innebär diskvalificering.
- NR innebär nationellt rekord.
- OR innebär olympiskt rekord.
- WR innebär världsrekord.
- WJR innebär världsrekord för juniorer
- AR innebär världsdelsrekord (area record)
- PB innebär personligt rekord.
- SB innebär säsongsbästa.

### Final
| Placering | Final                  | Tid      |
| --------- | ---------------------- | -------- |
|           | Lasse Virén (FIN)      | 27.40,38 |
|           | Carlos Lopes (POR)     | 27.45,17 |
|           | Brendan Foster (GBR)   | 27.54,92 |
| 4.        | Tony Simmons (GBR)     | 27.56,26 |
| 5.        | Ilie Floroiu (ROU)     | 27.59,93 |
| 6.        | Mariano Haro (ESP)     | 28.00,28 |
| 7.        | Marc Smet (BEL)        | 28.02,80 |
| 8.        | Bernie Ford (GBR)      | 28.17,78 |
| 9.        | Jean-Paul Gomez (FRA)  | 28.24,07 |
| 10.       | Jos Hermens (NED)      | 28.25,04 |
| 11.       | Karel Lismont (BEL)    | 28.26,48 |
| 12.       | Chris Wardlaw (AUS)    | 28.29,91 |
| 13.       | Garry Bjorklund (USA)  | 28.38,08 |
| 14.       | David Fitzsimons (AUS) | 29.17,74 |
| —         | Knut Børø (NOR)        | DNF      |
| —         | Emiel Puttemans (BEL)  | DNF      |

### Försöksheat
| Placering | Heat 1                  | Tid      |
| --------- | ----------------------- | -------- |
| 1.        | Carlos Lopes (POR)      | 28.04m53 |
| 2.        | Jean-Paul Gomez (FRA)   | 28:10.52 |
| 3.        | Mariano Haro (ESP)      | 28:11.66 |
| 4.        | Jos Hermens (NED)       | 28:16.07 |
| 5.        | Dave Fitzsimons (AUS)   | 28:16.43 |
| 6.        | Bernie Ford (GBR)       | 28:17.26 |
| 7.        | Karel Lismont (BEL)     | 28:17.45 |
| 8.        | Martti Vainio (FIN)     | 28:26.60 |
| 9.        | Dušan Janićijević (YUG) | 28:48.87 |
| 10.       | Ed Mendoza (USA)        | 29:02.97 |
| 11.       | Víctor Mora (COL)       | 30:26.57 |
| 12.       | Chris McCubbins (CAN)   | 33:33.35 |
| 13.       | Olmeus Charles (HAI)    | 42:00.11 |

| Placering | Heat 2                    | Tid      |
| --------- | ------------------------- | -------- |
| 1.        | Marc Smet (BEL)           | 28.22,07 |
| 2.        | Brendan Foster (GBR)      | 28:22.19 |
| 3.        | Knut Børø (NOR)           | 28:23.07 |
| 4.        | Ilie Floroiu (ROU)        | 28:23.40 |
| 5.        | Franco Fava (ITA)         | 28:24.80 |
| 6.        | Craig Virgin (USA)        | 28:30.22 |
| 7.        | Edmundo Warnke (CHI)      | 28:43.63 |
| 8.        | Hari Chand (IND)          | 28:48.72 |
| 9.        | Eddie Leddy (IRL)         | 28:55.49 |
| 10.       | Domingo Tibaduiza (COL)   | 29:28.17 |
| 11.       | Rodolfo Gómez (MEX)       | 30:05.19 |
| 12.       | Pierre Lévisse (FRA)      | 30:07.84 |
| 13.       | Pekka Päivärinta (FIN)    | DNF      |
| 14.       | Mahdi Saoud Al-Yami (KSA) | DNF      |

| Placering | Heat 3                   | Tid      |
| --------- | ------------------------ | -------- |
| 1.        | Tony Simmons (GBR)       | 28.01,82 |
| 2.        | Garry Bjorklund (USA)    | 28:12.24 |
| 3.        | Lasse Virén (FIN)        | 28:14.95 |
| 4.        | Emiel Puttemans (BEL)    | 28:15.52 |
| 5.        | Chris Wardlaw (AUS)      | 28:17.52 |
| 6.        | Detlef Uhlemann (FRG)    | 28:29.28 |
| 7.        | Toshiaki Kamata (JPN)    | 28:36.21 |
| 8.        | Luis Hernández (MEX)     | 28:44.17 |
| 9.        | Dick Quax (NZL)          | 28:56.92 |
| 10.       | Dan Shaughnessy (CAN)    | 29:26.96 |
| 11.       | Lucien Rault (FRA)       | 29:40.76 |
| 12.       | José Luis Ruiz (ESP)     | 31:03.43 |
| 13.       | Hossein Rabbi (IRI)      | 31:44.27 |
| 14.       | Tau John Tokwepota (PNG) | 32:26.96 |